# Paweł Maciąg
Paweł Wojciech Maciąg (ur. 23 marca 1979 w Lublinie) – doktor nauk humanistycznych, polski historyk sztuki, duchowny katolicki pisarz, poeta, malarz, adiunkt w Zakładzie Teorii i Historii Sztuki Akademii Sztuk Pięknych w Katowicach, od 2009 duszpasterz akademicki na Uniwersytecie Przyrodniczym w Lublinie.
Bibliotekoznawca, terapeuta uzależnień i współuzależnionych, menadżer kultury.
Pochodzi z Niedrzwicy Dużej w województwie lubelskim.
Studiował na Papieskim Uniwersytecie Gregoriańskim w Rzymie, Katolickim Uniwersytecie Lubelskim w Lublinie (na Wydziale Nauk Humanistycznych i Wydziale Teologii), Uniwersytecie Mikołaja Kopernika w Toruniu (na Wydziale Sztuk Pięknych oraz Uniwersytecie dla Cudzoziemców w Perugii.
Święcenia prezbiteriatu przyjął z rąk abp. Józefa Życińskiego w dniu 29 maja 2004 roku w archikatedrze lubelskiej.
Był pomysłodawcą i aktywnym założycielem Koła Literatów Polskich im. Zbigniewa Herberta, skupiającego ponad 180 pisarzy, poetów i twórców kultury.
Pisze artykuły z zakresu historii sztuki, literatury i etyki. Publikował w Więzi, Egerii, Gościu Niedzielnym, Niedzieli, Gazecie Wyborczej.
Jest członkiem Stowarzyszenia Historyków Sztuki oraz Związku Literatów Polskich.
Otrzymał nagrodę specjalną w konkursie im. I.J. Kraszewskiego).
Lubelska kuria poinformowała, że od 17 czerwca 2020 ks. dr Paweł Wojciech Maciąg nie może wykonywać czynności kapłańskich oraz nosić stroju duchownego. Powodem suspensy było nieobyczajne zachowanie duchownego i trwające przeciw niemu postępowania sądowe. 14 października 2021 roku abp Stanisław Budzik anulował suspensę, przywracając pełną władzę wynikającą z racji święceń  i wyraził zgodę na pracę duszpasterską w archidiecezji łódzkiej.
W 2021 roku pod pseudonimem Pablo Mocca wydał tom poezji „Fortepian Nieznajomego”.

## Publikacje książkowe
- 2002 Drabina wartości ISBN 83-7222-092-1[16]
- 2004 Konary milczenia ISBN 83-7222-181-2.
- 2004 Sztetł ISBN 83-7222-204-5.
- 2005 Górskie szkice ISBN 83-7222-219-3.
- 2006 Droga krzyżowa ISBN 83-7222-260-6.
- 2007 Przestrzeń ISBN 978-83-7270-4801.
- 2009 Splendor Lubelszczyzny ISBN 978-83-7270-645-4.
- 2010 Droga krzyżowa z Chrystusem Frasobliwym ISBN 978-83-7270-792-5.
- 2011 Z Matką Chrystusa Frasobliwego ISBN 978-83-7270-914-1.
- 2011 Na drugim brzegu żyją poeci ISBN 978-83-7270-993-1.
- 2012 Miłość frasobliwa, Wyd. Polihymia, ISBN 978-83-7270-9615.
- 2012 Euterpe w boju, Wyd. Diecezjalne, Sandomierz, ISBN 978-83-257-03-72-1.
- 2012 Fatimskie wołanie ISBN 978-83-7847-010-6.
- 2012 W barokowych przestrzeniach ISBN 978-83-7222-4651.
- 2013 Fatimski ratunek dla dusz ISBN 978-83-7847-095-3.
- 2013 Szlakiem fatimskich objawień ISBN 978-83-7847-094-6.
- 2013 Madonna w niebiańskiej sukni ISBN 978-83-7847-163-9.
- 2014 Testament ISBN 978-83-7847-164-6.
- 2015 Maryja opiekunką życia ISBN 978-83-7847-229-2.
- 2015 Futerał dla duszy ISBN 978-83-7847-235-3.
- 2015 Moc nadziei: wybór sentencji i myśli ISBN 978-83-7847-248-3.
- 2017 Noctis orationes deante hebdomate ISBN 978-83-7847-441-8.
- 2020 Ratować krew przed zastygnięciem ISBN 978-837847-661-0.
- 2021 Fortepian Nieznajomego ISBN 978-83-66638-59-4.

### Antologie
- 2005 Imperatyw ISBN 83-7222-243-6.
- 2005 Zaułek poetów ISBN 83-910125-2-2.
- 2008 Przestrzeń prawdy ISBN 978-83-7270-628-7.
- 2013 W witrażach czasu ISBN 978-83-63084-42-4.
- 2014 Odsłonić prawdę ISBN 978-83-63084-68-4.